# Xavéri Szent Ferenc-templom (Cáceres)
A Xavéri Szent Ferenc-templom a spanyolországi Cáceres egyik barokk műemléke.

## Története és leírása
A barokk stílusú templomot és a hozzá tartozó iskolát a jezsuiták építették a 18. században.
A templom Cáceres világörökségi védelem alatt álló történelmi belvárosában, a Szent György tér (Plaza San Jorge) déli oldalán áll: főhomlokzata északra, a tér felé néz. Jellegzetessége a két szélén emelkedő fehér színűre festett, négyzet keresztmetszetű, gúla alakú sisakkal rendelkező torony, valamint az ezek között középen található, oszloppárokkal szegélyezett, félköríves záródású bejárati főkapu, amely fölött egy kis fülkében Xavéri Szent Ferenc szobra látható.
A templombelső egyhajós, oldalkápolnákkal és egy kupolával a négyezet felett. A főretabló egy A rák csodája című festményt tartalmaz, amelyet egy nápolyi mester, Paolo De Matteis készített, a festményt pedig korinthoszi stílusú oszlopok keretezik.
A templomban ma egy, a püspökséghez tartozó múzeum működik.

## Képek

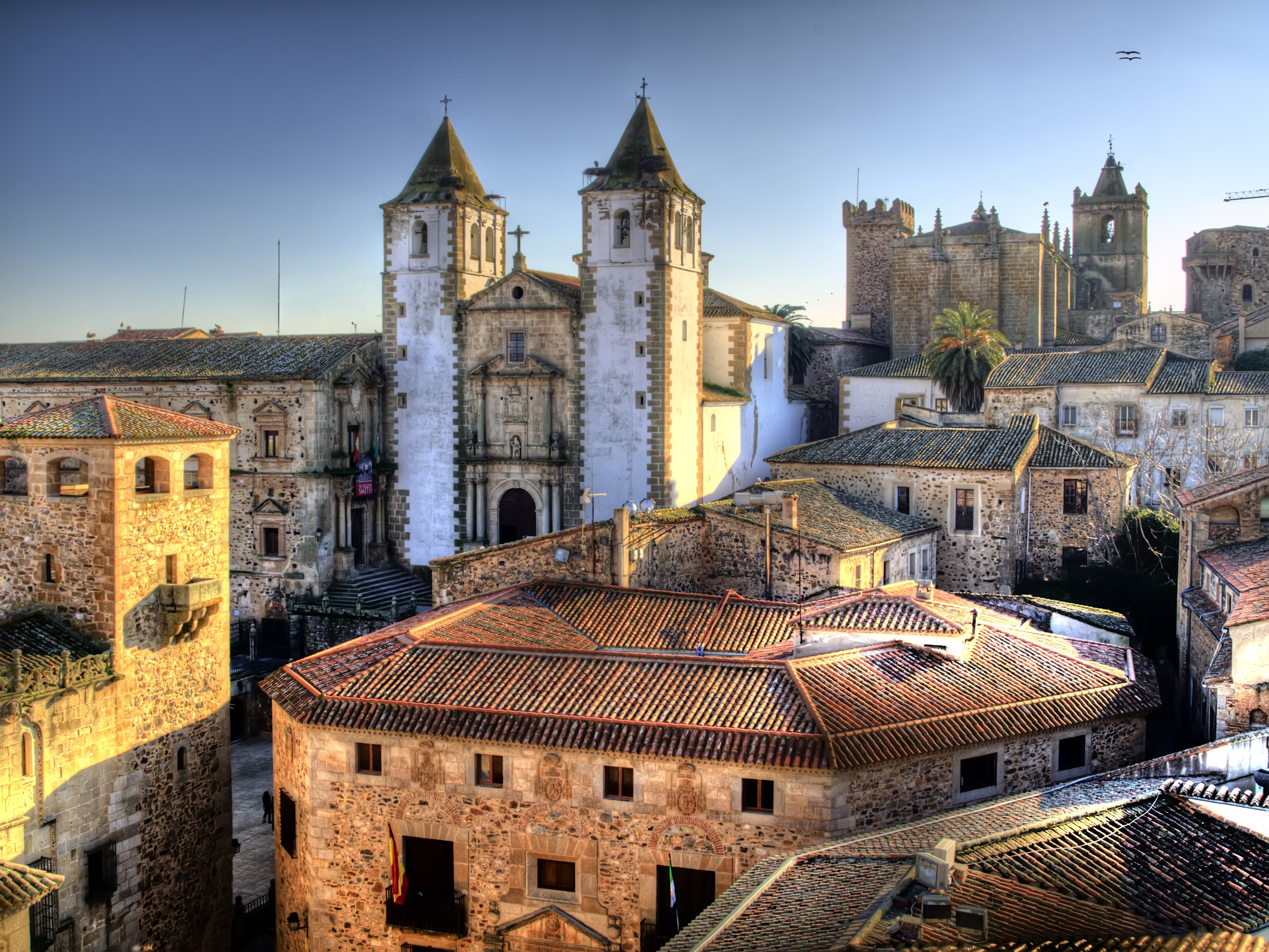
A templom és környezete
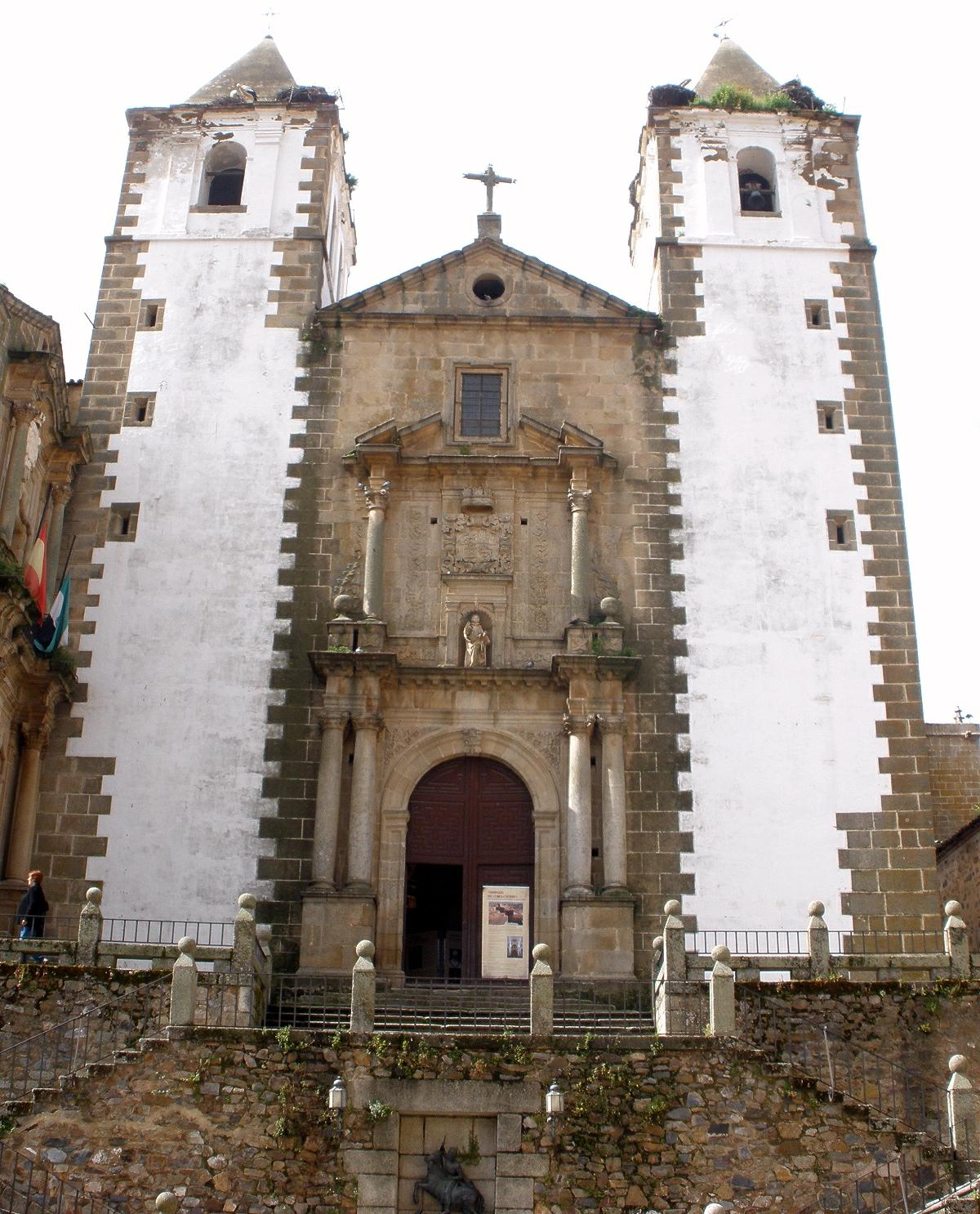
A főhomlokzat
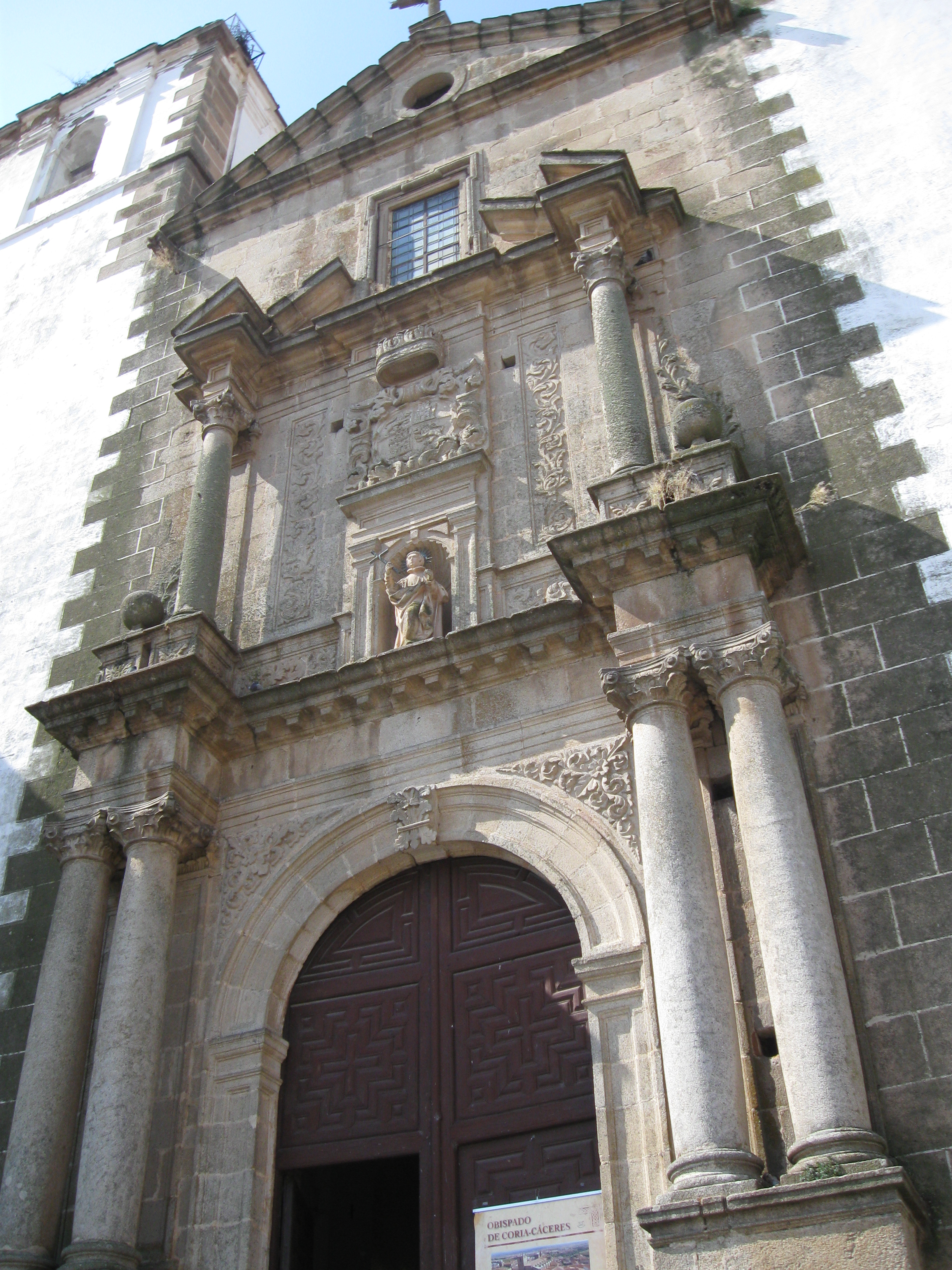
A főhomlokzat részlete
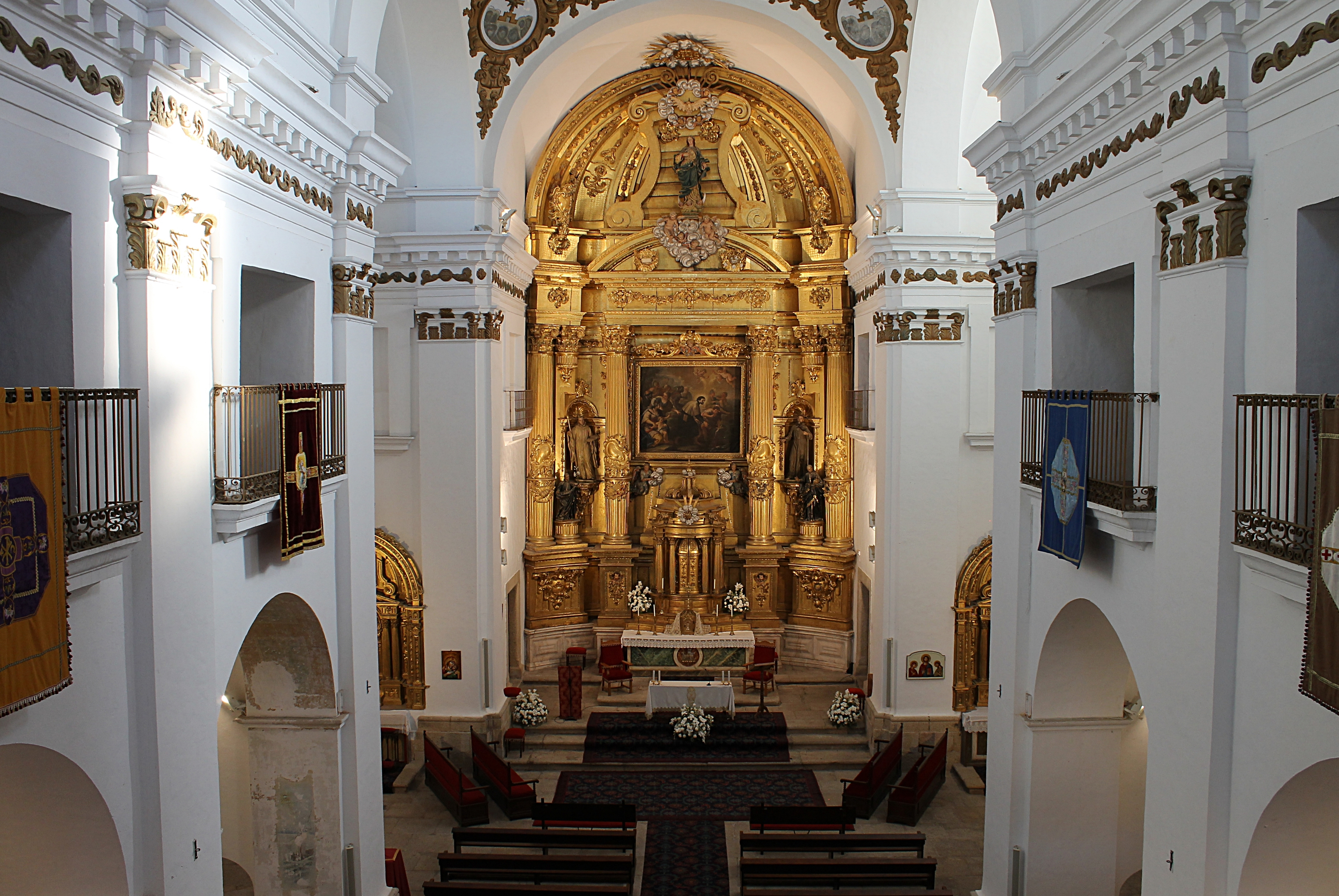
Belső kép